# دیلارا التمور
دیلارا التمور (انگلیسی: Dilara Eltemur) یک کاراتهکای اهل ترکیه است. در مسابقات کاراته قهرمانی جهان ۲۰۱۸ که در مادرید، اسپانیا برگزار شد، او یکی از مدال‌های برنز را در کومیته تیمی زنان به دست آورد.
وی در مسابقات کاراته قهرمانی اروپا ۲۰۱۸ که در نووی ساد، صربستان برگزار شد، هم در مسابقات کاتای انفرادی و هم در کاتای تیمی برنده مدال برنز شد. در همان سال ۲۰۱۸، وی در مسابقات کاراته قهرمانی جهان ۲۰۱۸ که در مادرید، اسپانیا برگزار شد، در مسابقات کاتای انفرادی زنان رقابت کرد.
در سال ۲۰۱۹ به نمایندگی از ترکیه در بازی‌های اروپایی ۲۰۱۹ در مینسک، بلاروس حضور یافت و یکی از مدال‌های برنز را در مسابقات کاتای انفرادی زنان به دست آورد. همچنین در سال ۲۰۱۹ در مسابقات کاتای انفرادی زنان در مسابقات جهانی ساحل ۲۰۱۹ که در دوحه، قطر برگزار شد، شرکت کرد اما موفق به کسب مدال نشد.

## دستاوردها
| سال  | رقابت                 | محل                  | رتبه بندی | رویداد        |
| ---- | --------------------- | -------------------- | --------- | ------------- |
| ۲۰۱۸ | مسابقات قهرمانی اروپا | نووی ساد، صربستان    | سوم       | کاتای انفرادی |
| ۲۰۱۸ | مسابقات قهرمانی اروپا | نووی ساد، صربستان    | سوم       | کاتای تیمی    |
| ۲۰۱۸ | قهرمانی جهان          | مادرید، اسپانیا      | سوم       | کاتای تیمی    |
| ۲۰۱۹ | مسابقات قهرمانی اروپا | گوادالاخارا، اسپانیا | سوم       | کاتای انفرادی |
| ۲۰۱۹ | بازی‌های اروپایی       | مینسک، بلاروس        | سوم       | کاتای انفرادی |